# Glagolitischer Pfad Baška

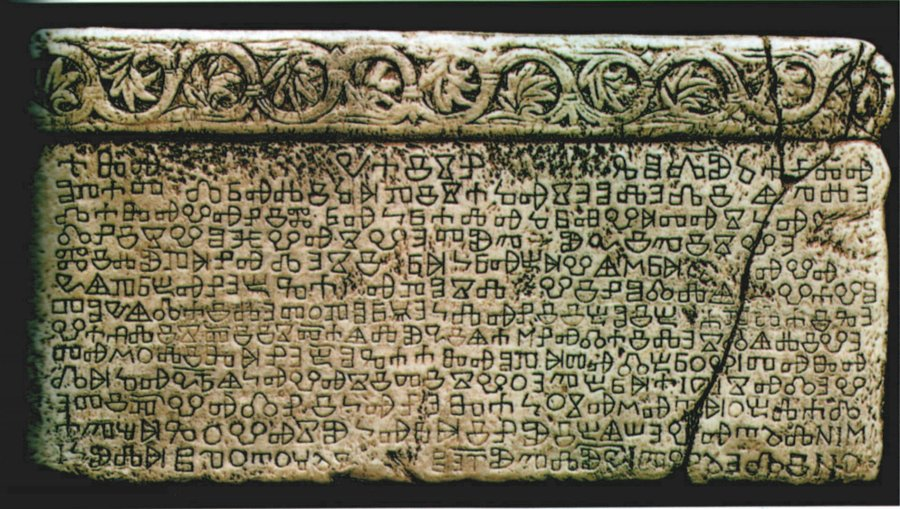
Übergangsform von der runden zur eckigen Glagoliza auf einer Kopie der Tafel von Baška (1100 n. Chr.)

Der Glagolitische Pfad von Baška (kroatisch bašćanska staza glagoljice) ist eine Touristenattraktion auf der kroatischen Insel Krk. Er besteht aus mehreren Steindenkmälern, die an verschiedenen Stellen von Baška und Umgebung anzutreffen sind und Buchstaben aus der Glagoliza darstellen. Der Pfad soll an das kulturelle Erbe der Stadt und des Landes erinnern, unter anderem an die Tafel von Baška, die dort gefunden wurde und auf den 100-Kuna-Noten abgebildet ist.

## Glagolitische Schrift
Die Glagoliza ist die älteste Schrift der slawischen Völker und von Kyrill von Saloniki für seine Missionstätigkeit entwickelt. In Kroatien ist man besonders stolz auf sie und sieht sie als Teil des nationalen Erbes.

## Anfang und Ende

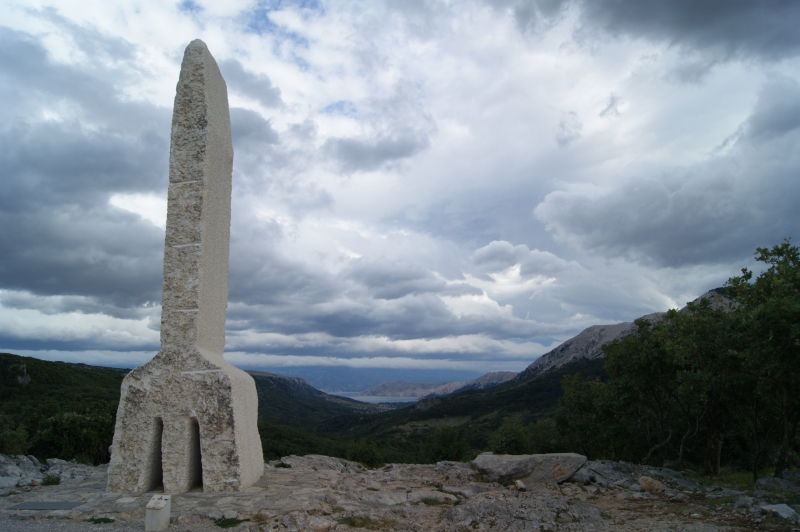
Skulptur des Buchstaben Az, der Beginn des glagolitischen Pfades auf der einzigen Zugangsstraße zur Stadt
.

### Anfang: das Az
Die erste Station des glagolitischen Pfades ist das „große Az“. Es handelt sich um ein etwa 7 m großes, aus Stein gehauenes Denkmal, das den ersten Buchstaben des glagolitischen Alphabetes zeigt. Man findet es kurz nach einer Anhöhe neben dem Willkommensschild der Općina Baška (Gemeinde Baška). Hier beginnt an der Grenze der Gemeinde Baška der Glagolitische Pfad. Von hier aus sind es noch etwa 7–8 (Straßen-)Kilometer bis zum Stadtzentrum, wo an der Strandpromenade bzw. am Hafen das symbolische Ende zu finden ist.

### Ende: das Omega

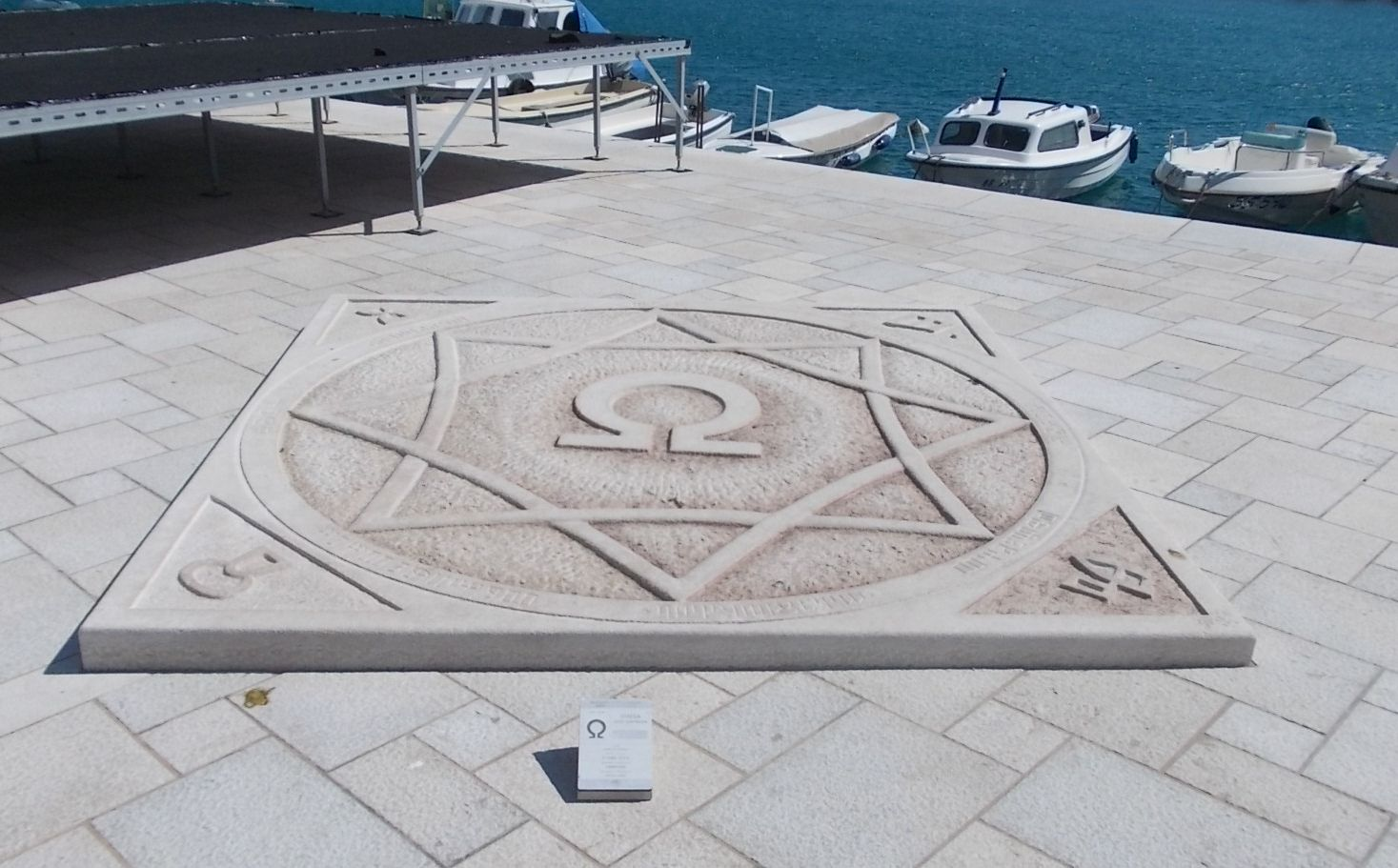
Windrose in Baška.
Links oben sieht man den glagolitischen Buchstaben I, im Uhrzeigersinn folgen Ю, Z und S.

Das symbolische Ende des Pfades am Meer ist eine Windrose mit einem griechischen Omega (die glagolitische Schrift enthält keinen entsprechenden Buchstaben), das sich am Ende der Fußgängerzone befindet, welche die touristische Strandpromenade darstellt. Auch dieses ist, wie das Az, anders als die meisten anderen Buchstaben gestaltet, denn es stellt eine Windrose dar und enthält somit noch weitere Buchstaben: Um das Omega herum sind zunächst auf einer quadratischen Steinplatte vier Buchstaben für die vier Himmelsrichtungen verewigt: Z für Zapad (Westen), S für Sever (Norden), I für Istok (Osten) sowie Ю für Юgo (Süden; die Glagolica kennt, wie auch die kyrillische Schrift, eine Ligatur für den Laut „Ju“). 
Dem Quadrat aus Stein ist ein Kreis einbeschrieben, auf dem für Schriftkundige unter anderem die acht Windrichtungen zu lesen sind, geschrieben als: Tramuntana, Bura, Levant, Jugo, Oštro, Lebić, Pulenat und Maestral.
Neben der so entstandenen Windrose ist übrigens eine Art Bühne aufgebaut, von der aus die Steintafel gut von oben zu fotografieren ist.

### Weitere Buchstaben

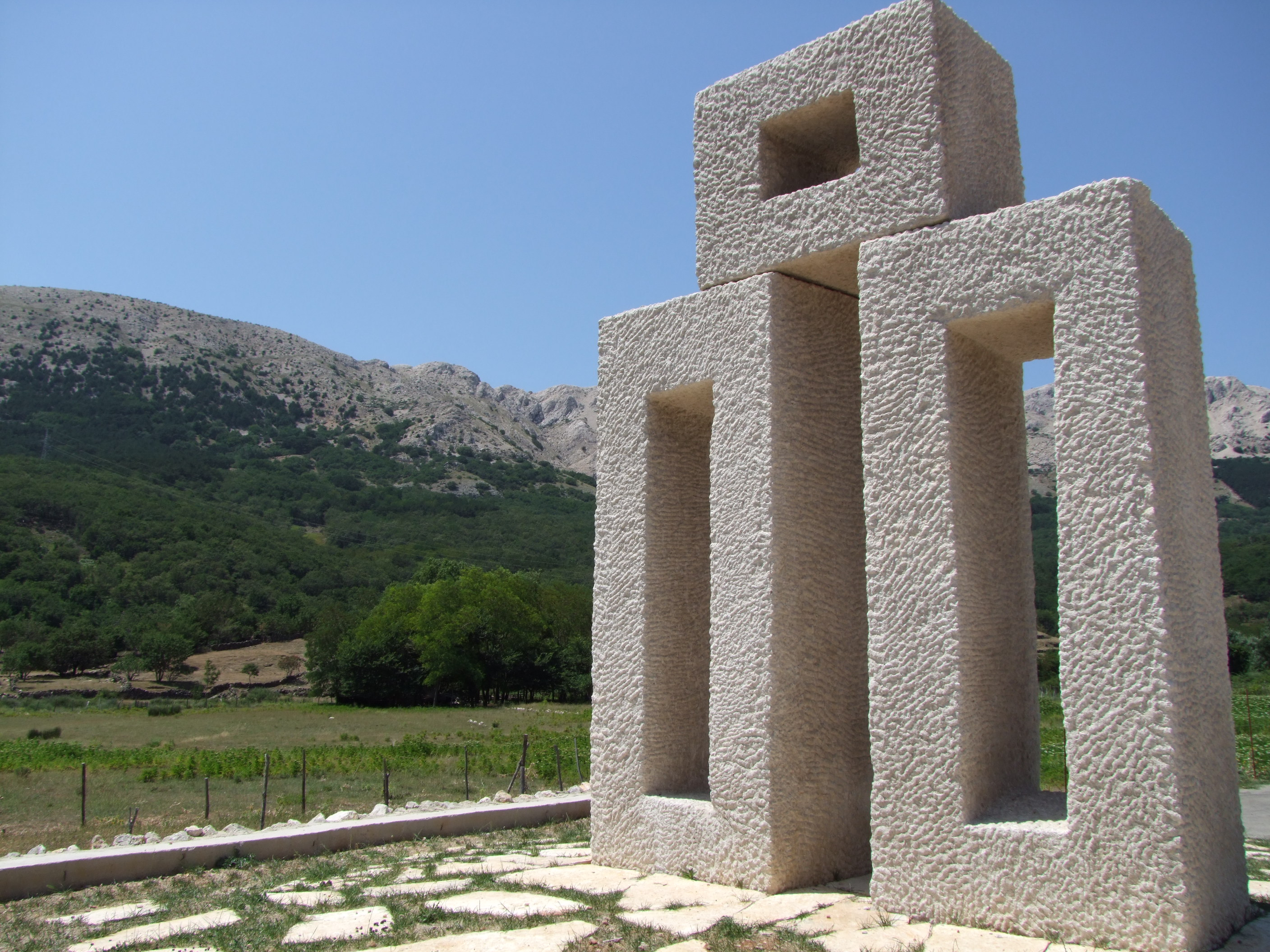
Glagolitischer Buchstabe L an der Ortseinfahrt zu Jurandvor

Fährt man vom Az aus auf der Straße weiter in Richtung Strand, so trifft man schon bald auf die nächsten beiden Buchstaben mit dem Lauten Ž und E, die zusammen bei einer Süßwasserquelle auf der rechten Seite der Straße zu finden sind. Es folgen, dieses Mal auf der linken Seite der Straße, ein Stein mit den beiden Buchstaben Đ und K, kurz vor einer engen Straßenbrücke. Auf dem Hauptplatz von Draga Bašćanska ist schließlich als sechster Buchstabe das J zu finden.
Viele dieser Steine befinden sich an Ortseinfahrten. Erwähnt sei das L an der Einfahrt zum Vorort Jurandvor und das B an der Ortseinfahrt zu Baška. Für andere Buchstaben muss man die Hauptstraße verlassen: Das W befindet sich neben der Ortstafel von Batolomaj. Wie man sieht, sind die meisten Buchstaben weder gemäß ihrer Abfolge im Alphabet aufgeführt noch auf einem wie auch immer verschlungenen Pfad auf einer geraden oder krummen Linie zu besuchen, sondern an exponierten Orten aufgestellt.
Anders als das Az, dessen Denkmal wie eine Gabel aussieht, und dem Omega, das aus dem Stein herausragt, sind wohl die meisten Buchstaben sozusagen als Negativ in einen Stein von circa 1 × 1 m hineingeschlagen. Auch umfasst der glagolitische Pfad nicht nur die Buchstaben; vereinzelt zählen auch andere Kunstwerke dazu, die mit glagolitischen Buchstaben bzw. Texten spielen. Wandert man etwa auf die Anhöhe mit der Kirche des Heiligen Ivan (Sveti Ivan), so kann man sich auf einer steinernen Sitzbank etwa auf halber Höhe ausruhen, die mit einem glagolitischen Text versehen ist.

### Die Suche nach den Denkmälern
Da die Buchstaben nicht auf einer Linie oder zumindest einem bestimmten Pfad (im eigentlichen Sinne des Wortes) stehen, muss man sie sozusagen wie Ostereier suchen. Hilfestellung in Form von Karten und Broschüren gibt es jedoch in der Touristeninformation, spannender ist jedoch ein mehr oder weniger gezieltes Suchen der aufgestellten Buchstaben.
Dabei erscheint der Ort der Denkmäler im Nachhinein oft nachvollziehbar. So findet man das B am Eingang der Stadt Baška, das M wie „Maria“ vor dem Heiligtum der Mutter Gottes auf dem Berge (Svetište Majke Božije Goričke), das I auf dem Fußweg von der Kirche des Heiligen Ivan zu seinem Grab. Andererseits steht am Beginn des Vorortes Jurandvor kein J, sondern ein riesiges L.
Viele Buchstaben, etwa das P, das V und das G, befinden sich auf der Strandpromenade bzw. in der Emil-Geistlich-Straße (Ulica Emilia Geistlicha), die teilweise mit ersterer identisch ist. Andere sind an Orten, die vom Tourismus weniger frequentiert werden, oder versteckt neben einer Straße in einem Wäldchen. Weitere Standorte sind auf einer speziellen Straßenkarte eingetragen, die in den Touristeninformationen erhältlich ist.

## Weitere Projekte dieser Art
Das Erbe der Schrift wird in ganz Kroatien hochgehalten. Auf Istrien gibt es ein ähnliches Projekt, die Glagolitische Allee, und das Denkmal zum 45. Breitengrad in Senj ist mit glagolitischen Buchstaben verziert, um nur zwei Beispiele zu nennen.